# Saison 1 de The Bear
Chronologie
Saison 2
Cet article présente le guide de la première saison de la série télévisée américaine The Bear.

## Distribution

### Acteurs principaux
- Jeremy Allen White (VF : Maxime Baudouin) : Carmen « Carmy » Berzatto
- Ebon Moss-Bachrach (VF : Anatole de Bodinat) : Richard « Richie » Jerimovich
- Ayo Edebiri (VF : Justine Berger) : Sydney Adamu
- Lionel Boyce (VF : Baptiste Marc) : Marcus
- Liza Colón-Zayas (VF : Jacky Tavernier) : Tina
- Abby Elliott (VF : Ingrid Donnadieu) : Nathalie « Sugar » Berzatto
- Matty Matheson (VF : Christophe Lemoine) : Neil Fak

### Acteurs récurrents
- Edwin Lee Gibson (VF : Günther Germain) : Ebrahim
- Oliver Platt (VF : Gérard Darier) : Jimmy « Cicero » Kalinowski
- Jon Bernthal (VF : Fabrice Lelyon) : Michael « Mikey » Berzatto
- José Cervantes : Angel
- Corey Hendrix (VF : Jhos Lican) : Gary « Sweeps » Woods
- Richard Esteras (VF : Guillaume Bourboulon) : Manny
- Chris Witaske (en) (VF : Erwan Tostain) : Pete
- Joel McHale : le chef de cuisine du restaurant de New York

### Invités
- Amy Morton : Nancy Chore
- Molly Ringwald : l'organisatrice de réunions Al-Anon

- Version française
  - Studio de doublage : TitraFilm
  - Direction artistique : Coco Noël
  - Adaptation des dialogues : Pauline Pujol, Joséphine Landais et Géraldine Godiet

 Source et légende : version française (VF) sur RS Doublage

## Résumé de la saison
Carmen "Carmy" Berzatto, un jeune chef cuisinier habitué des grands restaurants étoilés, hérite de la sandwicherie italienne après le suicide de son frère aîné Mikey. De retour à Chicago, il doit reprendre l'affaire et découvre peu à peu la réalité de la situation du restaurant : il croûle sous les dettes, le personnel est mal formé aux règles d'hygiène, et Richie, un vieil ami de la famille, accepte difficilement de voir Carmy prendre les rênes, d'autant qu'il profite secrètement du trafic de drogue proche pour obtenir protection et soutien financier. Carmy engage néanmoins Sydney, apprentie douée et inspirée mais impatiente, mais entre la jeune femme qui veut moderniser le restaurant et les cuisiniers habitués à leur cuisine, les choses dégénèrent souvent.
Après de nombreux rebondissements, Carmy découvre que Mikey lui a laissé de l'argent liquide caché dans le restaurant pour relancer l'affaire. Il ferme alors la sandwicherie pour rouvrir un vrai restaurant familial, The Bear.

## Épisodes
1. Le Système
2. Des Mains
3. La Brigade
4. Des Chiens
5. Sheridan
6. Cérès
7. La Critique
8. La Brageole

### Épisode 1:Le Système
- États-Unis /  Canada : 23 juin 2022 sur Hulu

### Épisode 2:Des Mains
- États-Unis /  Canada : 23 juin 2022 sur Hulu

Plusieurs mois auparavant, Carmy est chef exécutif d'un restaurant étoilé de New York mais bien que reconnu, il doit subir les abus verbaux et moraux du chef.

### Épisode 3:La Brigade
- États-Unis /  Canada : 23 juin 2022 sur Hulu

### Épisode 4:Des Chiens
- États-Unis /  Canada : 23 juin 2022 sur Hulu

### Épisode 5:Sheridan
- États-Unis /  Canada : 23 juin 2022 sur Hulu

### Épisode 6:Cérès
- États-Unis /  Canada : 23 juin 2022 sur Hulu

Sydney met au point un plat de bœuf braisé et d'un risotto pour le menu futur, mais Carmy n'en est pas satisfait et le refuse. Vexée, elle sert tout de même l'assiette à un client. Natalie vient au restaurant aider Carmy à retrouver les factures et avis d'imposition impayés et ils doivent chercher ensemble dans les papiers. Marcus se focalise tellement sur sa recette de donuts qu'il prend du retard sur les préparations à servir.

### Épisode 7:La Critique
- États-Unis /  Canada : 23 juin 2022 sur Hulu

### Épisode 8:La Brageole
- États-Unis /  Canada : 23 juin 2022 sur Hulu

Carmy participe à une réunion des anonymes proches d'alcooliques et commence à raconter son histoire, expliquant qu'il s'est lancé dans la cuisine pour rendre fier son frère, qui a toujours refusé de le laisser travailler à The Beef. Sydney invite Marcus chez elle et parle de ce qu'ils veulent faire, maintenant qu'ils ont tous deux démissionné après la crise de Carmy. Pour se renflouer, Richie accepte de privatiser The Beef pour un enterrement de vie de garçon, mais la soirée dégénère et Richie est arrêté pour avoir manqué de tuer un des invités. Le lendemain matin, l'homme se réveille et Richie n'est inculpé que de violences aggravées. Marcus décide de retourner au Beef et Carmy s'excuse, car il a goûté les donuts et les trouve bon. Carmy se fige devant une plaque de cuisson qui a pris feu à cause de lui et tous, en éteignant le début d'incendie, voient à quel point le mental du chef est fragile.